# 박새 (새)
박새(학명: Parus cinereus, cinereous tit)는 참새목 박새과의 한 종으로, 한국에서 흔히 볼 수 있는 텃새이다. 배와 뺨은 흰색이며, 날개는 대체로 회색빛을 띤다. 박새는 배 가운데로 넥타이같은 검은 줄무늬가 있는 것이 특징이다. 박새는 산이나, 도심의 공원 등에서 쉽게 볼 수 있는 흔한 새이지만, 서울시 보호 야생 생물 대상종이다. 또, "넥타이"의 굵기의 따라 암수가 구별(수컷이 더 굵음)된다.

## 둥지

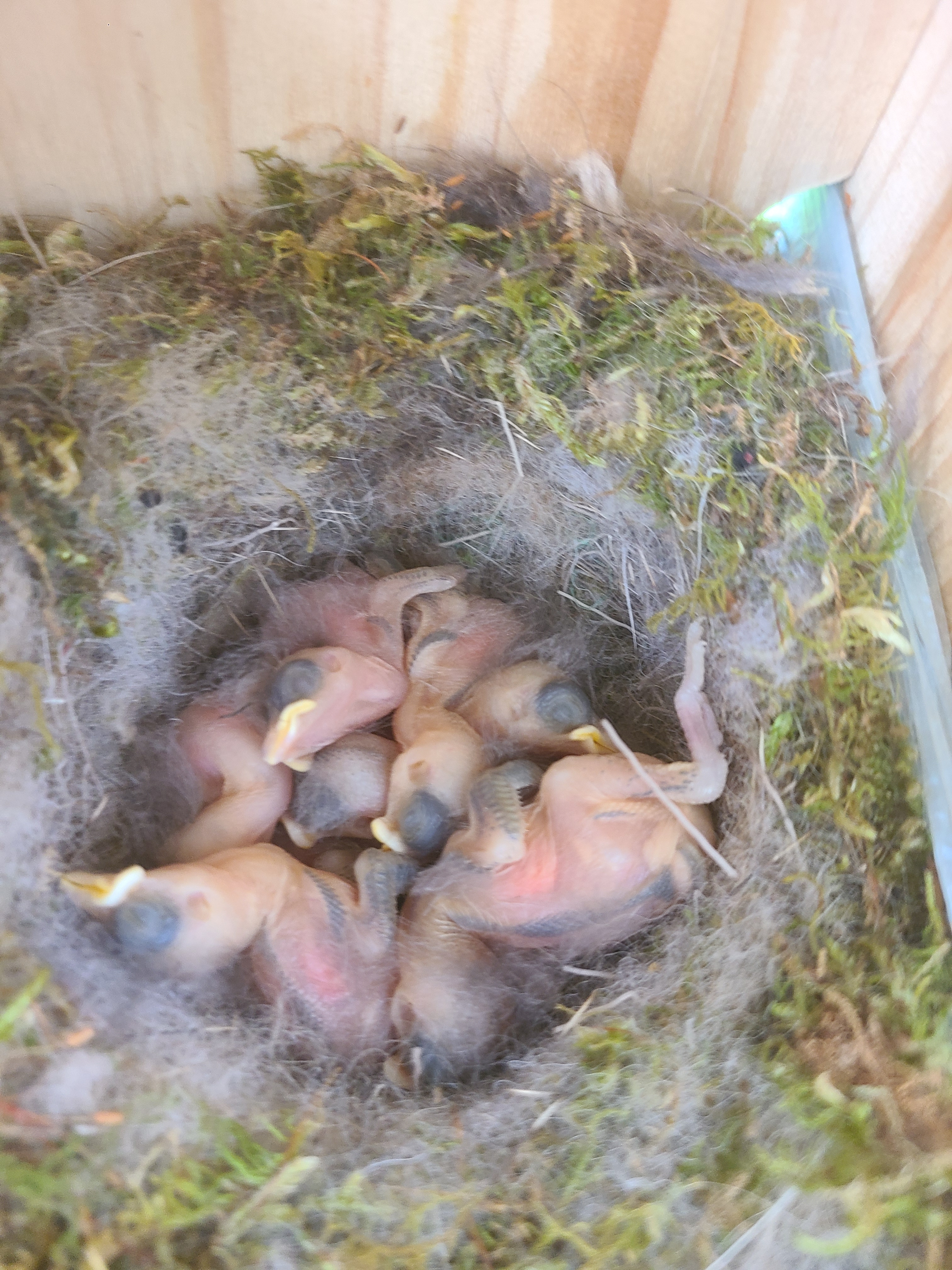
박새 둥지와 유조

박새는 나무 구멍, 돌담의 틈, 건물의 틈을 주로 둥지로 이용하며, 인공으로 만든 새집을 이용하기도 한다. 주로 딱따구리류가 썼던 둥지를 이용하는데, 특히 쇠딱따구리가 만든 작은 둥지를 이용한다. 나무 구멍이 너무 클 경우 천적이 들어올 수 있으므로 이용하지 않는다. 둥지의 재료는 이끼나 풀뿌리 또는 짐승의 털 등이다. 박새류의 알을 좋아하는 천적인 누룩뱀은 종종 낮은 높이에 있는 둥지 안의 알을 먹기도 한다. 둥지를 지을 때는 이끼류를 많이 사용하여 밥그릇 모양으로 만든다. 알을 낳을 자리에는 나무 껍질이나 동물의 털, 머리카락, 깃털, 솜 등을 깐다. 산란 기간은 4월~7월까지이며, 1년에 2차례 번식을 한다. 알은 하얀색 바탕에 붉은 갈색의 작은 얼룩무늬가 있으며, 4개~13개 정도 낳는다.

## 먹이
먹이는 곤충류가 주식이며, 식물의 씨나 열매를 먹는다. 박새 한마리는 1년 동안 약 85,000~100,000마리의 곤충 유충을 먹어서 나뭇잎이 잘 자라게 한다. 또 해충이 많이 생겨서 숲이 망가지는 것을 막아준다. 박새는 가을이 되면 도토리 등의 나무 열매를 먹는다. 겨울철에 먹을 것이 부족할 것을 대비해 나무 껍질의 틈이나 바위 밑 등에 숨겨 두기도 한다. 그 해 겨울에 찾아서 먹지 못할 경우, 도토리가 있는 곳에 흙이 쌓여 싹이 나게 되면 자라서 나무가 된다. 이런 과정을 통해서 박새류는 숲에 씨를 퍼뜨려 어린 나무가 곳곳에 자라게 한다.그외에도 꼬리가 길다해서 꼬리박새외에도 비슷한 류의 박새들이 있다.

## 분류
과거에는 노랑배박새(Parus major)의 아종으로 분류하였으나 노랑배박새의 아종에서 노랑배박새, cinereous tit, 박새(학명: Parus minor, japanese tit)로 분리가 되었다. 그러나 IOC World Bird List에서 cinereous tit와 박새를 같은 종으로 묶고, 영명을 cinereous tit로 정하였다.

## 같이 보기
- 쇠박새